# День Конституції Азербайджанської Республіки
День Конституції Азербайджанської Республіки (азерб. Azərbaycan Respublikasının Konstitusiya günü). 12 листопада 1995, шляхом загального народного референдуму, була прийнята Конституція незалежної Азербайджанської Республіки. У той же день в Азербайджані відбулися перші парламентські вибори.  День мав статус неробочого з 1999 по 2006 рік.

## З історії Дня Конституції
Рішення про заснування Дня Конституції було прийнято 6 лютого 1996 року, нині покійним Президентом Азербайджану – Гейдаром Алієвим.
1 лютого 1999 року ухвалений новий Трудовий кодекс Азербайджанської республіки, у статті 105 якого містився перелік святкових, а пункті 2 цієї ж статті - неробочих днів. День Конституції 12 листопада також отримував статус неробочого.
У кінці 2005 року статтю 105 було доповнено пунктом, відповідно до якого у разі збігу неробочого дня з вихідним день, то наступний робочий день вважається вихідним. На першому році застосування цієї норми День Конституції припав на неділю, отже понеділок 13 листопада 2006 став вихідним
Згідно з указом Президента Азербайджанської Республіки Ільхама Алієва «Про внесення поправок до Трудового Кодексу Азербайджанської Республіки», від 8 грудня 2006 року, День Конституції був вилучений з переліку неробочих, залишившись святковим.

## Дивись також
- Конституція Азербайджану
- Свята та пам'ятні дні Азербайджану